# Арабизмы в испанском языке

Иберийский полуостров около 1031 г. Зелёным цветом показана зона распространения арабского и мосарабского языков

Арабизмы и берберизмы начали проникать в романские идиомы Иберийского полуострова с началом мусульманского вторжения, то есть после 711 года, когда арабский язык получил статус государственного. Наряду с германским по происхождению вестготским языком, арабский и берберский языки сыграли роль суперстрата и адстрата в развитии испанского языка, а также других романских языков и диалектов Иберии. По оценке, около 10 % лексических единиц, в том числе около 5-8 % повседневной высокочастотной лексики современного испанского восходит к арабским, и, в меньшей степени, берберским заимствованиям. Следы арабского влияния обнаруживаются также в фонетике, морфологии, топонимике испанского языка и некоторых кальках. В испанском языке есть много арабских географических названий, имен и имен собственных, хотя и очень мало арабских глаголов, прилагательных и наречий. Это указывает на то, что хотя влияние арабского было широким, ему не удалось в корне изменить структуру европейского языка.

## История
В период расцвета мусульманской Испании, классический арабский язык занял ведущие позиции в качестве научного и литературного языка, но он являлся родным языком лишь для очень ограниченного круга лиц, составлявших административную элиту мусульманских государств (не более 5 % населения).
Исключение, по-видимому, составлял лишь поздний Гранадский эмират, где андалусийский арабский язык действительно получил более широкое народное распространение. Он, а также берберские языки, которые часто являлись родными для мусульманских воинов-наёмников, торговцев и чиновников низшего звена, оказали существенное влияние на развитие местной романской речи, которая продолжала оставаться преобладающим разговорным языком христианского населения в мусульманских землях. В XII-XIII вв. в южной половине полуострова при сильном влиянии арабского и берберского языков и диалектов сформировался мосарабский язык, романский в своей основе. Из-за того что в основу литературного испанского языка лёг северный, бургосский диалект, собственно кастильский язык некоторое время оставался в стороне от сильных арабских влияний. Таким образом, в литературный испанский язык арабизмы проникли как напрямую, в ходе торгово-экономических, позднее и военных контактов долгого периода Реконкисты, так и большей частью опосредованно — через близкородственный, но сильно арабизированный мосарабский язык, ареал которого был постепенно поглощен кастильским языком по окончании Реконкисты. Староиспанский язык впервые начал интенсивно контактировать с арабским в эпоху первого успешного прорыва Реконкисты. Эти влияния отражает «Песнь о моём Сиде», где само слово Сид — арабское заимствование (букв. «господин»). В XV-XVI веках свой вклад в сохранение арабских влияний в испанском внесли мориски, которые также переселялись и в Новый Свет.

## Примеры
- Лексика: многочисленные лексические заимствования из арабского связаны с городской жизнью, поскольку мусульмане составляли большинство населения городов до Реконкисты (исп. alcatraz «пеликан» от араб. الْغَطَّاس‎ (al-ḡaṭṭās); исп. alcalde[1] «мэр» от араб. اَلْقَاضِي‎ (al-qāḍī); исп. albañil «каменщик» от араб. البَنِّيّ‎ (albanní); исп. alcantarilla «мостик; сток» от араб. قَنْطَرَة‎ (qanṭara), исп. alquiler[1] «аренда; наём» от араб. الكِرَاء‎ (al-kirā)). Но арабские заимствования представлены и в других пластах лексики. Среди них имеются сельскохозяйственные термины (исп. naranja «апельсин» от араб. نَارَنْج‎ (nāranj), исп. zanahoria «морковь» от араб. إِسْفَنَارِيَّة‎ (ʾisfanāriyya), исп. zumo «сок» от араб. زُوم‎ (zūm)); научные термины (исп. tarea «дело, работа» от араб. طَرِيحَة‎ (ṭarīḥ), исп. ajedrez «шахматы» от араб. الشَّطْرَنْج‎ (aš-šaṭranj), исп. álgebra «алгебра» от араб. الجبر‎ (al-jabr)); а также довольно обширная группа слов, имеющих яркую эмоционально-экспрессивную окраску (исп. jeta «физиономия» от араб. خَطْم‎ (ḵaṭm), исп. jabalí «вепрь, кабан» от араб. جَبَلِيّ‎ (jabaliyy), исп. ojalá «дай бог; надеюсь» от араб. لَوْ شَاءَ اللّٰهُ‎ (law šāʾa llāhu), исп. loco «безумный» от анд.-араб. لَوَق (lawqa), исп. fulano[2] «чёрт-те кто; имярек» от араб. فُلَان‎ (fulān), исп. marrano[2] «свинья» от араб. مُحَرَّم‎ (muḥarram) и проч.). Имеются также менее многочисленные заимствования из берберских языков (jinete «всадник, конник»)[1]. Часть арабизмов продолжает сосуществовать с исконно романскими корнями, дифференцируясь семантически, стилистически или географически: oliva ~ aceituna; tapete ~ alfombra; jugo ~ zumo. Многие из испанских арабизмов впоследствии попали в русский язык и даже превратились в интернационализмы (alcohol «алкоголь»; azafrán «шафран» и проч.)
- Морфология: нисба (см. арабское имя) на -í как суффикс принадлежности к месту или роду: Marbellí, Ceutí (сеутец), Magrebí (магрибец), Zaragocí (сарагосец), Andalusí (андалусиец) или Alfonsí.
- Фонетика. Сдвиг согласных начала XV века, который привёл к развитию в испанском звука жёсткой фрикации -j- (как русск. -х-), неизвестного в других романских языках.
- Некоторые калькированные сочетания.
- Многочисленные топонимы: Madrid «Мадрид», Gibraltar «Гибралтар», Guadalaquivir «Гвадалквивир», Almería «Альмерия».